# ورزشگاه تامه
ورزشگاه تامه (استونیایی: Tamme staadion) یک ورزشگاه چند منظوره در شهر تارتو، استونی است.
این ورزشگاه در سال ۱۹۳۲ تأسیس شده‌است دارای ۱٬۶۳۸ نفر ظرفیت می‌باشد و ورزشگاه خانگی باشگاه فوتبال تارتو تامکا محسوب میشود.

## نگارخانه

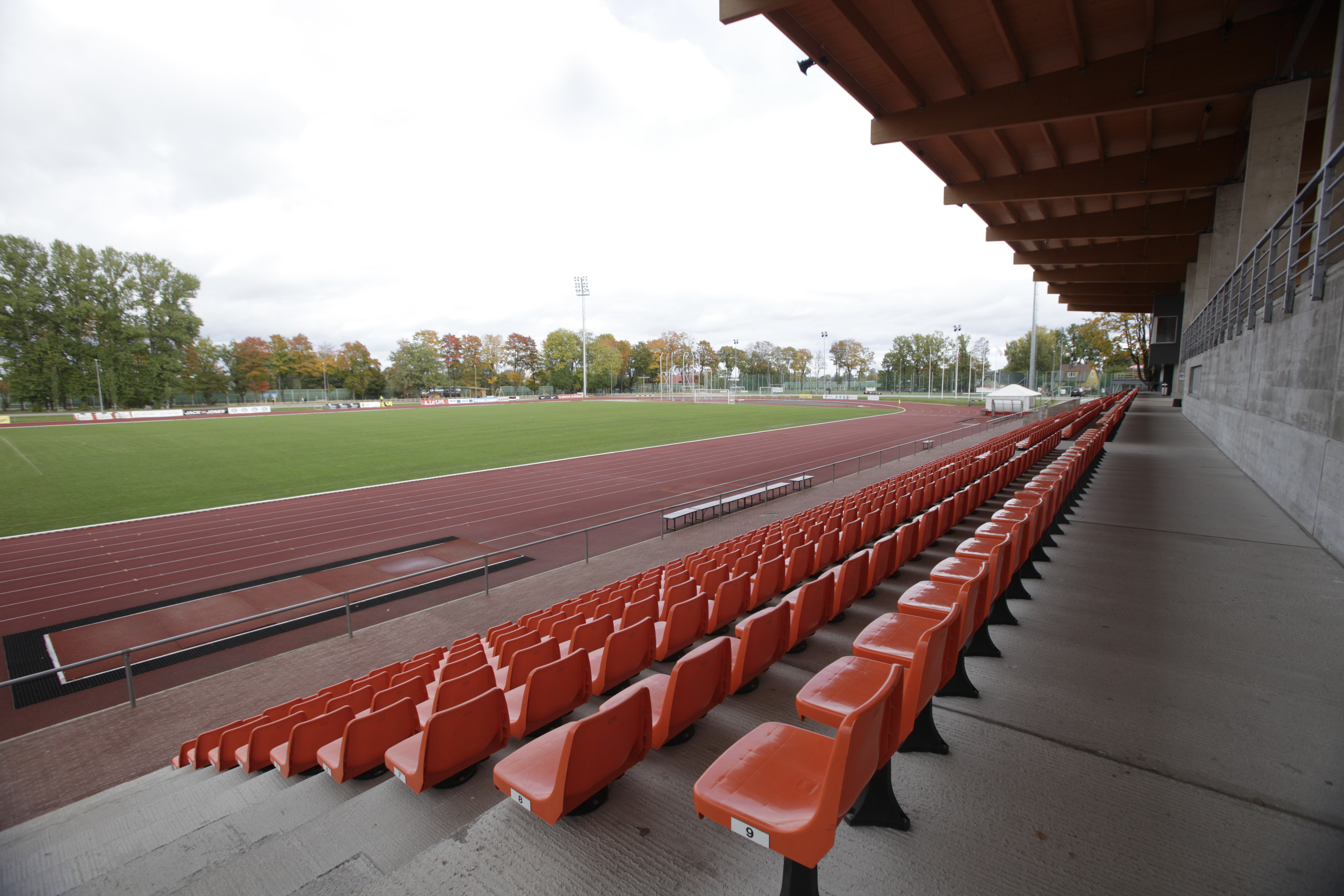
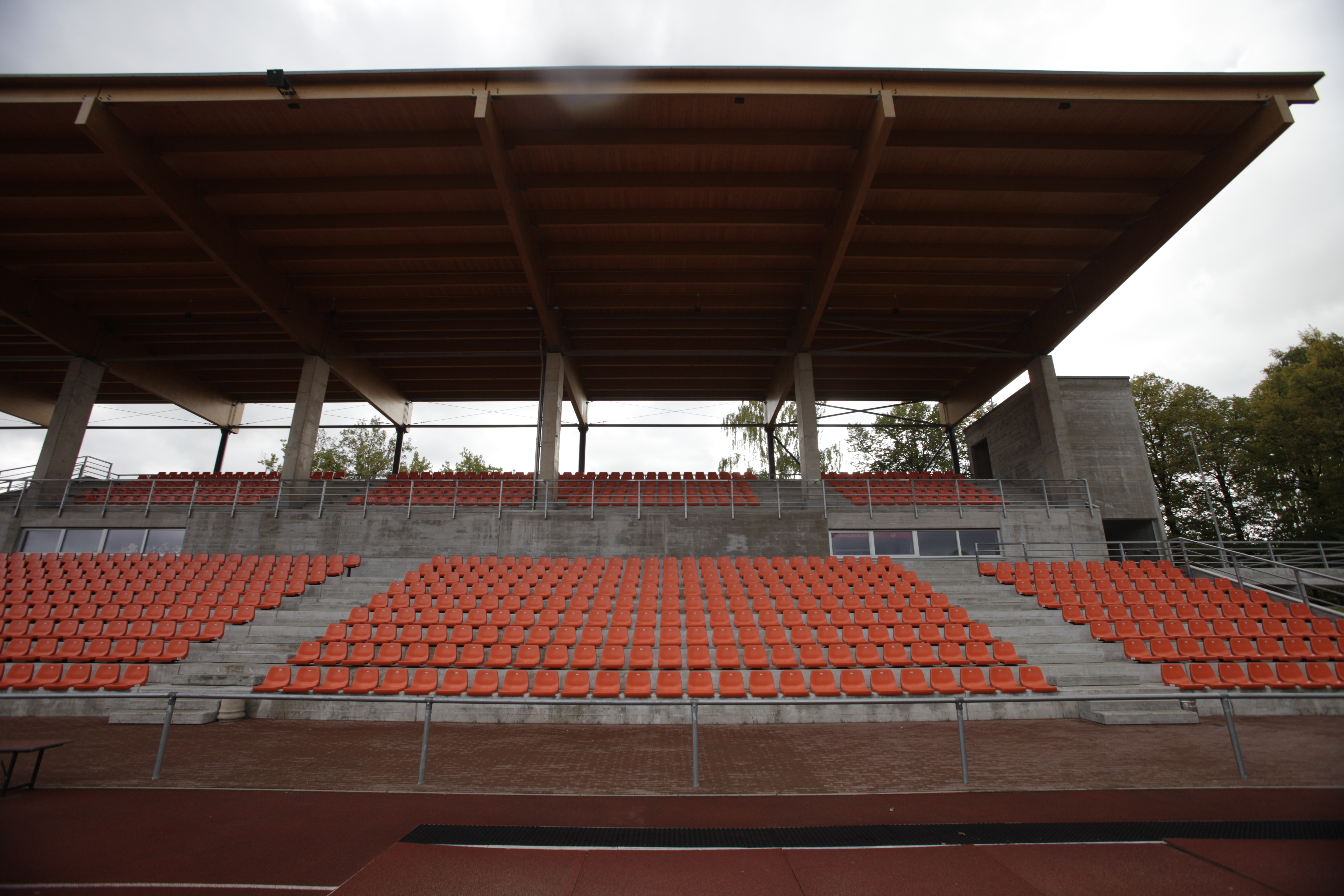
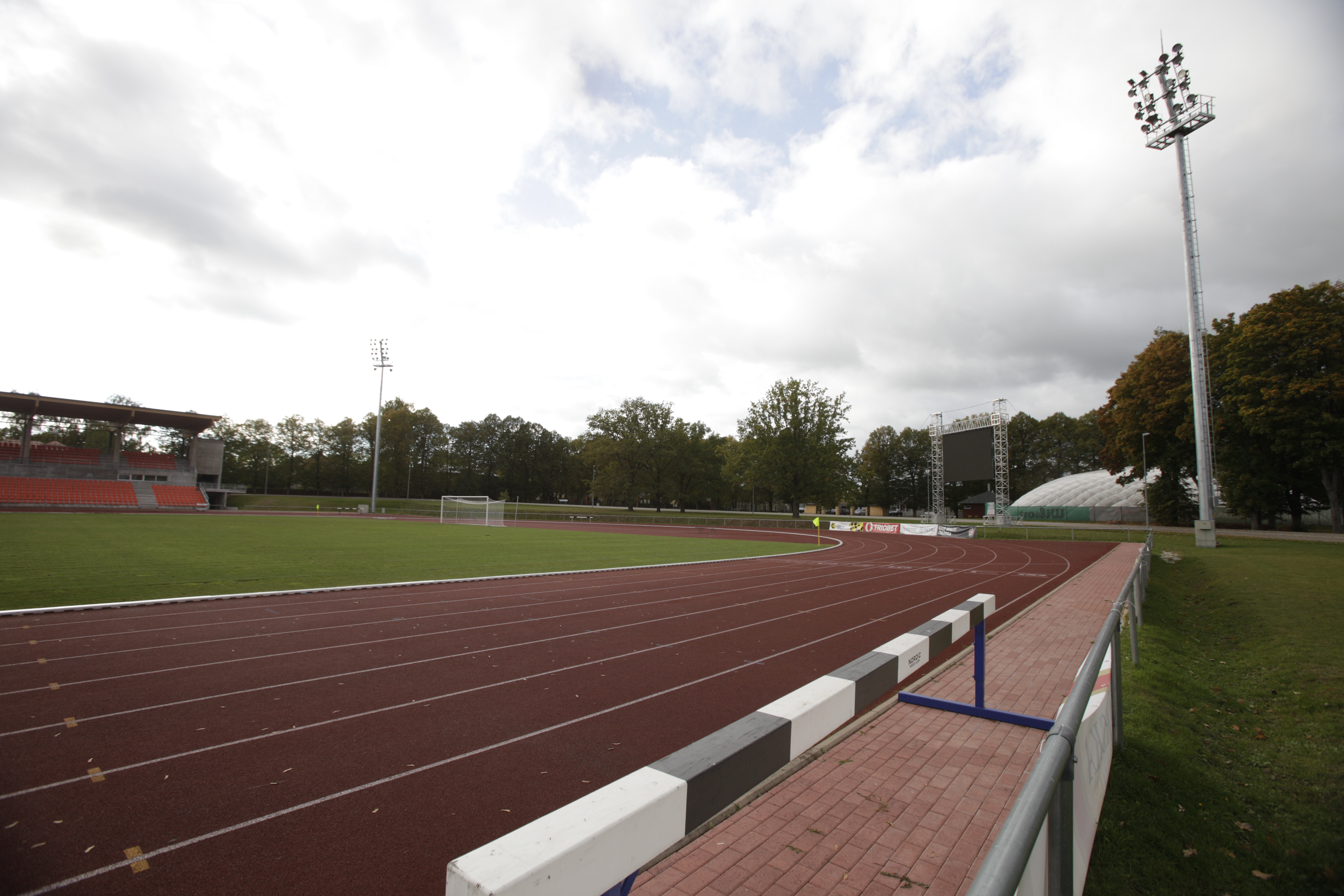
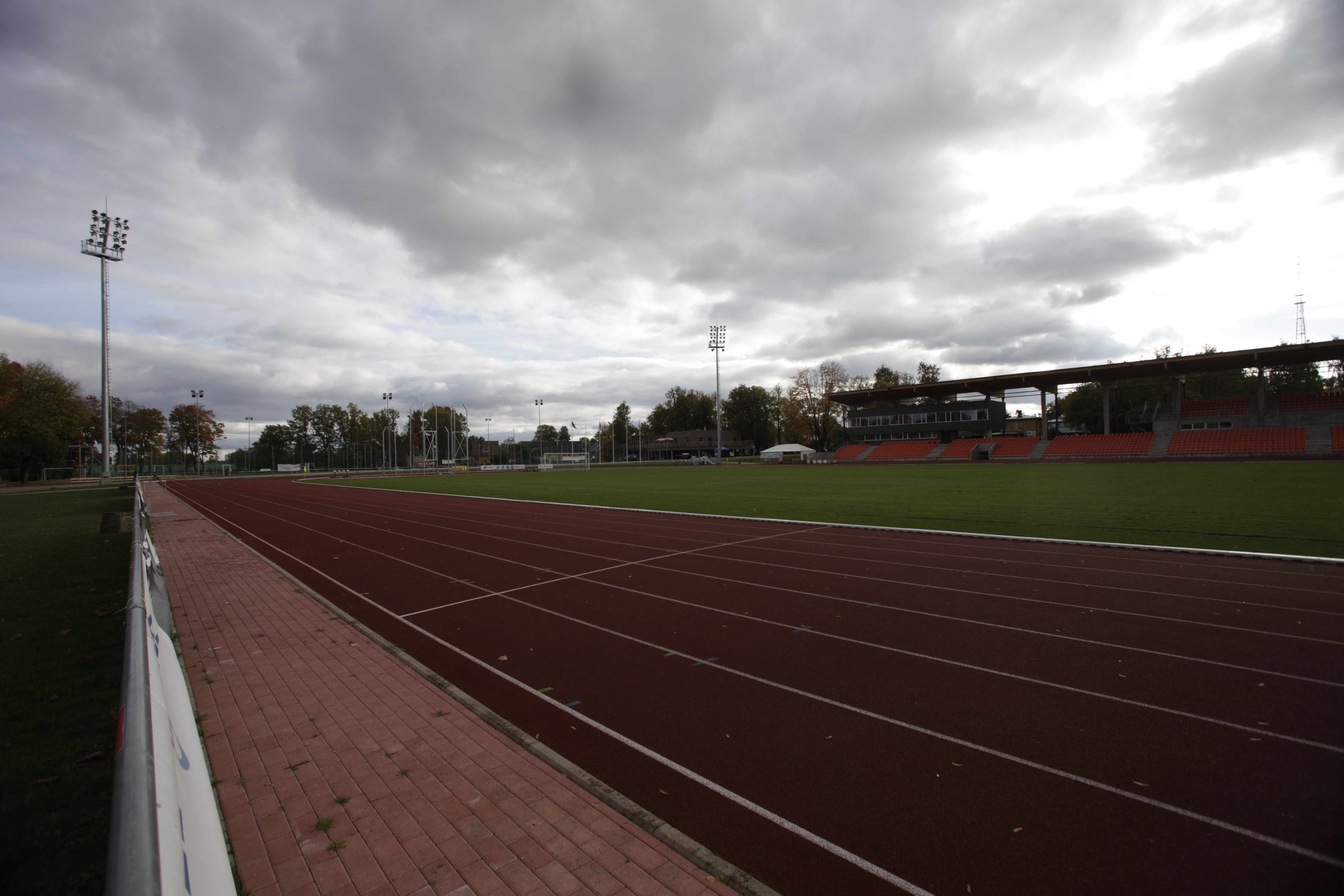